# Комаровская, Надежда Ивановна
Наде́жда Ива́новна Комаро́вская (1889—1967) — русская драматическая актриса, театральный педагог. Заслуженная артистка РСФСР (1934).

## Биография
В 1907—1918 годах Надежда Комаровская служила на московской сцене: в театре Ф. А. Корша (1907—1908), в Малом театре (1909—1916), в Камерном театре (1917—1918). В 1919 году стала актрисой Большого драматического театра в Петрограде. Выступала в концертных программах с художественным чтением.
Занималась преподавательской деятельностью: в 30-х годах преподавала в Театральном техникуме, в Ленинградской юношеской студии художественного слова. Является автором воспоминаний.
Её ученица, Инга Бочанова, ведущая детской редакции «Радио России», вспоминала, говоря о себе и своем муже: «Дикторские навыки были у обоих — мы в Ленинграде в юности вместе ходили в студию художественного слова, а там дело было поставлено очень серьёзно: со мной, например, занималась Надежда Ивановна Комаровская — заслуженная артистка, актриса МХАТа, потом БДТ, жена знаменитого художника Константина Коровина. В кругу её друзей были художники, артисты… Савва Морозов, Федор Иванович Шаляпин… Чувствуете, какого уровня люди!»
Была гражданской женой художника К. А. Коровина. Её портреты писали выдающиеся художники: несколько портретов написал К. А. Коровин — в 1908, 1914, 1919, 1921 годах; в 1925 году портрет Комаровской написал Б. М. Кустодиев.
В 1939 году актриса Ленинградского колхозного театра под руководством П. П. Гайдебурова. В 1941 году — режиссер Петрозаводского русского театра.
Пережила Блокаду в Ленинграде, проживала по адресу: 3-я Советская улица, д. 4, кв. 10. В августе 1942 года эвакуирована в Свердловскую область, где получила назначение на должность главного режиссёра Каменск-Уральского драматического театра. После окончания войны вернулась в Ленинград.
Награждена орденом «Знак Почета» (1959).
Скончалась в 1967 году. Похоронена на Северном кладбище в Санкт-Петербурге.

## Творчество

### Театральные работы
Большой драматический театр
- 1919 — «Дон Карлос» Ф. Шиллера. Режиссёр А. Н. Лаврентьев — Елизавета
- 1924 — «Заговор императрицы» А. Н. Толстого и П. Е. Щеголева — Царица

### Фильмография
- 1933 — Роман межгорья
- 1923 — Дворец и крепость — императрица Мария Александровна
- 1915 — Андрей Тобольцев — Федосеюшка

### Сочинения
- О Константине Коровине. 1961 г. 128 с. В книгу вошли также воспоминания о близких и друзьях: В. Д. Поленове, С. И. Мамонтове, В. А. Серове, М. А. Врубеле, Ф. И. Шаляпине и других.
- Виденное и пережитое. Из воспоминаний актрисы. — Л.-М.: Искусство, 1965. — 240 с.